# Nordiskt Valideringsforum
Nordiskt Valideringsforum är en samhällsbyggande och oberoende idéburen verksamhet. De ansvarar för OCN-metoden (Open College Network) i Sverige, en metod som används för att kvalitetssäkra lärande och validering. 
Nordiskt Valideringsforum arbetar tillsammans med kommuner, branscher, företag och organisationer för att definiera vad man behöver kunna inom olika yrkesområden eller yrkesroller samt med att stödja införandet av metoder och verktyg för kompetenskartläggning, lärande, bedömning och erkännande. 

## Bakgrund
Inom ramen för ett ESF-projekt 2005 togs OCN-metoden till Sverige av Föreningen Urkraft i Skellefteå. Den utvecklades först i Storbritannien på 80-talet i ett samarbete mellan näringsliv, myndigheter och högskolor. Målet var att lösa en del av den arbetslöshet som rådde, efter att gruv- och stålindustrier lades ner under den tiden.
Sedan 2013 har Nordiskt Valideringsforum ansvaret för OCN-metoden och dess utveckling i Sverige.

## Uppdragsgivare
Nordiskt Valideringsforum samarbetar med olika kommuner, branscher, företag och andra organisationer. Några exempel på deras uppdragsgivare är Almega/SRY, Sobona, Emmaus, Stockholm Stadsmission och Poseidon.